# Reinvox
REINVOX — немецкий производитель профессионального оборудования для синхронного перевода, экскурсий и музеев. Производство, складирование и офис расположены на севере Германии в городе Ганновер, с 2015 года часть производства осуществляется на Тайване.

## История
В 1998 году инженер-радиотехник Рейнхард Майер (Reinhard Mayer) основал самостоятельную фирму по аренде оборудования для проведения многоязычных конференций. Для уменьшения издержек при организации своего бизнеса, Майер решил создать собственную систему для синхронного перевода. Используя известные схемы элементарных радиоузлов и готовые китайские корпуса и антенны, Рейнхарду удалось получить надежный продукт по очень низкой цене на рынке Германии, благодаря чему кроме проката оборудования, вскоре пришлось заниматься и продажей систем синхронного перевода.
Название бренда, под которым система продается и по сей день, было составлено из первой части имени создателя: «Rein» (что в переводе с немецкого означает «чистый»); и добавлено, так часто используемое в сфере звука, слово «vox» (голос, вокал). Таким образом название REINVOX означает «чистый голос» и имеет связь с именем создателя.
В 2004 году Рейнхард Майер находит заинтересованных инвесторов и компания Reinvox обретает статус поистине профессионального Европейского производителя. За прошедшие годы, кроме самой первой системы серии Standart «600», были разработаны несколько усовершенствованных модельных ряда: Simple «300» (в Азии продается под номером wt-300) и Elite «960», а также упрощенные системы с одной батарейкой АА — серии «500» и «700». Так же с 2010 года компания Reinvox осуществляет поставки музейных аудиогидов нескольких модификаций, в России очень широкое распространение получила модель с ручным управлением Reinvox A-100 (в Азии выпускается под номером AT-100).
На сегодняшний день, компания Reinvox активно сотрудничает с представителями не только ЕС, но и России, Украины, Индии и Пакистана.
На российском рынке продукция Reinvox представлена лишь с 2010 года.

## Продукция компании
Оборудование Reinvox на данный момент производится в нескольких модельных рядах.
- 600-series Standart

Это самая первая система, имеющая простую схему подключения и возможность использования без подготовки.
В состав входят мобильные приемник R-600 и передатчик T-600, а также стационарный передатчик S-600. Для зарядки и хранения мобильных устройств предусмотрены кейсы C-630, C-612 и зарядный стенд на две ячейки C-602.
- 300-series Simple

Трёхсотая серия является самой распространенной системой среди выпускаемых компанией. ЖК дисплей, простота управления, а также прочный пластиковый корпус при сохранении высочайшего качества передачи сигнала и умеренной цены.
В состав входят мобильные приемник R-300 и передатчик T-300, стационарный передатчик S-300, а также кейсы C-324 и C-312, а также ручной микрофон M-300.
- 960-series Elite

Система 960 получила своё название по количеству возможных каналов передачи — 96. Имеет модный металлический дизайн и яркий экран с подсветкой. Является самой дорогой системой среди выпускаемых. По аналогии с предыдущими моделями состоит из: R-960, T-960, S-960, C-950, C-936, C-912 и C-902.
- 700-series Basic

Простая радиогид система, работающая от встроенных аккумуляторов, что является редкостью для подобного оборудования. Имеют некоторые ограничения по функционалу: отсутствие регулировки чувствительности микрофона. Регулировка громкости по 6 ступеням.
- A-100 audioguide

Аудиогиды для музеев с ручным управлением. Питаются от пары батарей АА, имеют удобную клавиатуру, два выхода на наушники и динамик.
- A-200/300 auto-audioguide

Аудиогиды для музеев с ручным и автоматическим управлением. Питаются от встроенной батареи, имеют удобную клавиатуру, два выхода на наушники и динамик. Запуск файлов в автоматическом режиме осуществляется под действием сигнала специального триггера/маячка.
- Аксессуары

Удобные наушники Reinvox P-101 имеют резиновую эластичную душку для крепления за ухо и обеспечивают прекрасное качество звучания. В стерео варианте имеется модель P-202. Для передатчиков используются петличные микрофоны M-71 и головные M-20.

## Эксплуатация
Использование оборудования Reinvox возможно по следующим направлениям:
- конференции с участием иностранных гостей
- экскурсии при повышенном шумовом фоне
- синхронный перевод на семинарах
- беспроводная передача звука
- экскурсии в музее, выставке
- конфренеция круглый стол